# Vânzare prin catalog
 Vânzarea prin catalog este o tehnică de comerț cu amănuntul. Un comerciant ce practică această tehnică de vânzare vinde, de obicei, o varietate largă de produse de uz casnic și de îngrijire personală, dar în special bijuterii. Spre deosebire de un magazin cu autoservire, în cazul vânzării prin catalog, majoritatea produselor nu sunt expuse. Clienții își aleg produsele dorite dintr-un catalog printat, după care se efectuează comanda. Aceasta este adusă consultantului de vânzări, fiind preluată din depozit de către un asistent de vânzări și predată clientului pentru a fi efectuată plata. 

## Obiectiv
Catalogul comercial are, de obicei, prețuri mai mici decât cele ale altor comercianți, iar vânzarea prin catalog nu necesită foarte multe cheltuieli, datorită spațiului mai restrâns din magazin și a lipsei spațiului de expunere a produselor.
Această tehnică de vânzare are câteva avantaje importante. Fiind un magazin ce își vinde produsele prin intermediul unei broșuri, acesta este scutit de politica producătorilor de impunere a prețurilor de revânzare, lucru ce i-ar putea obliga pe vânzătorii obișnuiți să pună un preț minim pentru a evita competiția reducerii prețurilor. De asemenea, numărul furturilor de bunuri din magazin este redus, infracțiune cunoscută în domeniul industrial și sub numele de furt calificat.
Din punctul de vedere al clienților, tehnica vânzării prin catalog are atât avantaje, cât și dezavantaje. Datorită catalogului comercial, aceștia își pot face cumpărăturile fără a fi nevoie să își care produsele dorite prin magazin atunci când fac cumpărături. Posibilele dezavantaje ar fi solicitarea datelor de contact ale clienților pentru plasarea comenzii, timpul acordat completării formularelor și durata de timp necesară comenzii pentru a ajunge în magazin și pentru a putea fi cumpărată. Acest lucru poate dura și câteva zile, fiind unul dintre cele importante dezavantaje ale catalogului comercial.

## Țări

### Canada
În anul 1996, Consumers Distributing (magazin ce utiliza tehnica vânzării prin catalog) a luat în subordine și a închis peste 400 de magazine din Canada și Statele Unite. Magazinele concurente din zona Montreal, precum Cardinal Distributors (magazin deschis de Steinberg, dar preluat în 1980 de Consumers Distributing) și Unique (preluat în 1970). Shop-Rite, ce a deținut 65 de magazine în Ontario, și-a închis porțile în anul 1982. Sears Canada Inc emite încă peste 15 tipuri de cataloage tipărite în fiecare an. Printre acestea se numără trei mari cataloage -  the Spring and Summer Catalogue, the Fall and Winter General Catalogue și foarte cunoscutul catalog Christmas WishBook. În toamna anului 2012, catalogul Sears Canada a lansat ediția WishBook cu ocazia aniversarii a 60 de ani.

### Regatul Unit

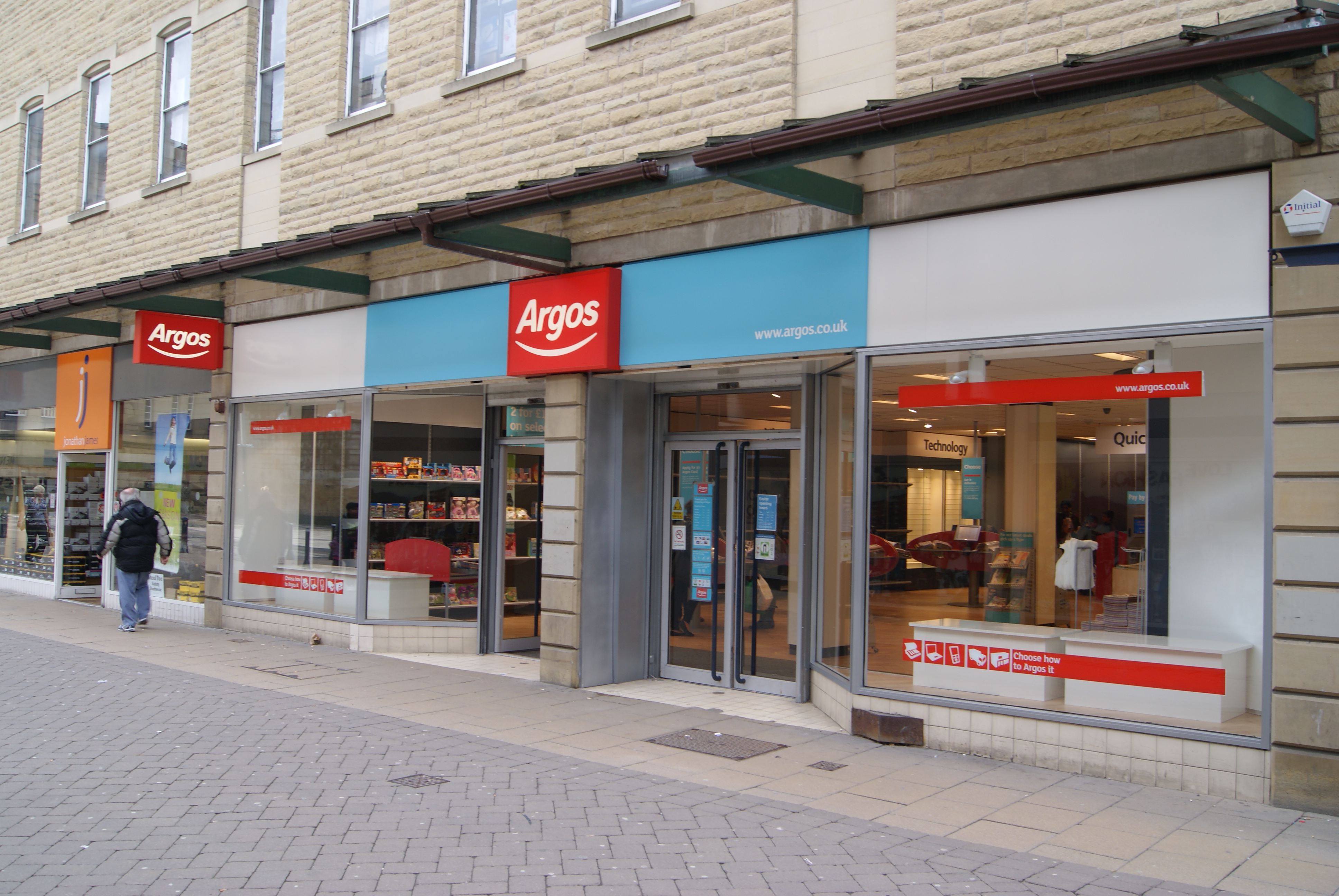
Un centru Argos de dimensiuni mai mici, situat în Huddersfield, West Yorkshire. Argos este cea mai mare companie de vânzare prin catalog din Marea Britanie.

În Marea Britanie, cel mai mare distribuitor de produse este Argos, un centru de vânzare cu amănuntul ce se ocupă de vânzarea prin catalog. Spre deosebire de Argos, alți comercianți cu amănuntul, precum Littlewoods  sau Kays, nu au deținut centre de cumpărături, ci au vândut numai prin comenzi poștale. Littlewoods, Kays și Grattan, ce încă mai lucrează, și-au întemeiat afacerile pe baza oferirii creditului de consum. Cu toate acestea, în secolul 21, cele mai multe magazine de pe strada principală oferă acum carduri de cumpărături (metodă de plată specifică comerțului cu amănuntul), însemnând că acest tip de cataloage au pierdut o parte din nișa de piață.
De asemenea, Littlewoods a deținut un catalog mai mic, numit Index, dar care nu oferea posibilitatea unui credit de consum. Spre deosebire de produsele de la Littlewoods Catalogue, ce erau achiziționate prin mandat poștal, produsele de la Index puteau fi achiziționate din centrele Index și din câteva centre Littlewoods.
În contrast cu Littlewoods, Kays și Grattan, care s-au axat în principal pe produse de îmbrăcăminte, Argos (fostul Index), vinde îndeosebi mobilier, electronice și electrocasnice. În 2001, Argos a produs un catalog cu articole de îmbrăcăminte, numit Argos Additions, brand vândut ulterior în 2004 companiei Shop Direct Group.

### Statele Unite Ale Americii
Vânzările prin catalog din Statele Unite au scăzut începând cu anul 1980, în favoarea lanțurilor de supermarket și hypermarket, dar și a cumpărăturilor pe internet. Cele mai cunoscute companii de vânzare prin catalog ale secolelor al XIX- lea și al XX- lea au fost Belknap Hardware and Manufacturing Company și Sears, Roebuck & Company.
Abrogarea politicii de sancționare în cazul impunerii prețurilor de vânzare în 1980, a oferit dreptul lanțurilor de supermarket, precum Wal-Mart sau KMart, de a stabili și schimba preturile așa cum doreau. Acestea ofereau un mediu mai prietenos consumatorilor, dându-le posibilitatea de a examina produsele și de a le fi confirmată disponibilitatea înainte de cumpărare. Ca urmare, sectorul comerțului cu amănuntul a decăzut în anii '80. Odată cu creșterea în popularitate a supermarketurilor și a cumpărăturilor pe internet în anii '90, declinul vânzărilor prin catalog a fost accelerat. 
 În ultimii ani, multe companii au încetat să se bazeze pe cataloagele comerciale, înlocuindu-le cu cumpărăturile online sau cu cele din magazin. Creșterea preferinței pentru vânzările online a pus stăpânire și pe lanțurile departamentelor comerciale de mult apărute, precum Sears și JCPenney, ce au utilizat o lunga perioada de timp catalogul comercial. Cu toate acestea, mulți comercianți ce utilizau acest catalog au ieșit din afaceri în ultimii ani. Printre aceștia se numără: Best Products, Brendle's, Ellman's, Jafco, KeyMid, Montgomery Ward, Rink's, Aldens, H. J. Wilson Co., Service Merchandise, Sterling Jewelry & Distributing Company și Consumers Distributing. Houston Jewelry & Distributing Company, ce face parte din Sterling Jewelry & Distributing Company a fost reconfigurat în anul 1993, devenind un serviciu complet de bijuterii fine și magazin de cadouri și lucrează încă de atunci.  Houston Jewelry este singurul showroom ce a utilizat catalogul comericial, dar care a reintrodus cu succes modul traditional de expunere al bijuteriilor. 

## Cataloagele Online
În zilele noastre, companiile au renunțat la cataloagele imprimate în favoarea celor online. Această nouă tendință este destinată consumatorilor pentru a face cumpărături online și pentru a beneficia de aumite reduceri, dar și de alte avantaje. Catalogul online al unui website include prețuri, reduceri, instrumente, opțiuni de transport, diferite metode de plată și multe altele.
Cataloagele Online au anumite avantaje, atât pentru vânzător, cât și pentru cumpărător. Acestea permit integrarea catalogului online în baza de date a comenzii vânzătorului, transformându-se într-un canal de vânzări suplimentar. Cu ajutorul cataloagelor online, clienții noi sunt găsiți cu mai multă ușurință, fără a se cheltui bani pe printararea materialelor. Aceste cataloage prezintă o flexibilitate mai mare, deoarece pot fi modificate, corectate și actualizate mai ușor. 
Cu toate acestea, chiar dacă vânzările pot crește, o investiție încă este necesară pentru o mai bună funcționare a cataloagelor. Acest sistem necesită adăugarea unui motor de căutare prietenos, unui coș de cumpărături și a unei metode de comunicare cu clienții (serviciu clienți), prin e-mail sau prin live chat, de exemplu. De asemenea, anumite companii utilizează un număr de telefon fără tarif, folosit de clienți pentru plasarea comenzii.
Cumpărătorul online beneficiază și el de pe urma acestor cataloage. Acest sistem oferă, de obicei, prețuri mai scăzute pentru că vânzătorul nu investește în clădiri mari sau în materiale și aceste economii se reflectă în prețuri mai bune pentru consumatori. Pentru că vânzătorul nu trebuie să se ocupe de un inventar propriu-zis, poat fi oferită o selecție mai mare de produse, ce nu poate fi găsită în magazinele ce utilizează comerțul cu amănuntul. 
Un alt avantaj al cumpărăturilor online este comoditatea de a cumpăra de acasă. Cumpărătorii nu mai trebuie să își piardă timpul sau să consume combustibil pentru a ajunge la magazine și pentru a căuta ce au nevoie. Acesta este un avantaj pentru persoanele în vârstă, cele cu dizabilități, dar și pentru cele care deja pierd timp si combustibil venind acasă de la muncă. De asemenea, cataloagele online permit clientului să compare prețurile și să aleaga produsele cu prețurile cele mai avantajoase, plasarea comenzii fiind posibilă la orice oră din zi sau din noapte.
Spre deosebire de cataloagele printate pe care ne putem uita numai când sunt livrate prin poștă, pe cele online ne putem uita oricând. Un alt avantaj al acestor cataloage este că sunt în format electronic, prin urmare, hârtia nu este irosită .
Un aspect convenabil este că, odată ce hotărâm ceea ce vrem să achiziționăm și de unde, putem intra direct pe pagina web respectivă și cumpăra produsul, fără a mai pierde timp căutându-l pe internet.
Pentru cei care încă preferă catalogul tipărit, multe site-uri oferă posibilitatea de a trimite o copie printată a catalogului. 
Există, de asemenea, și unele dezavantaje, legate mai ales de costurile de transport. Cumpărătorii trebuie să fie atenți, pentru că uneori costurile de transport pot face ca prețul produsului să ajungă mult mai mare decât prețul inițial ce părea mai convenabil.